# Слопе (Хрпелє-Козіна)
Слопе (словен. Slope) — поселення в общині Хрпелє-Козіна, Регіон Обално-крашка, Словенія. Висота над рівнем моря: 620,8 м.